# Turske regije
Turske regije (turski: Türkiye'nin coğrafi bölgeleri) su sedam zemljopisnih regija na koliko je Turska podjeljena. To nisu administrativno-političke regije.
Ta podjela je ustanovljena na Prvom nacionalnom kongresu turskih geografa 1941. Na kojoj su se turski geografi dogovorili podjelu zemlje na 7 regija (turski: Bölge) i 21 podregiju (turski: Bölüm). Ta podjela napravljena je na temelju zemljopisnih, demografskih i ekonomskih razlika koje postoje među njima.

## Regije i podregije
- Egejska regija
  - podregija; Unutrašnja zapadna Anadolija

- Crnomorska regija
  - podregije; Zapadno Crno More, Središnje Crno More, Istočno Crno More

- Središnja Anatolija
  - podregije; Konya, Gornja Sakarya, Srednji Kızılırmak, Gornji Kızılırmak

- Istočna Anadolija
  - podregije; Gornji Eufrat, Erzurum-Kars, Gornji Murat-Van, Hakkari

- Mramorna regija
  - podregije; Yıldız, Ergene, Çatalca-Kocaeli, Južna Marmara

- Sredozemna regija
  - podregije; Adana, Antalya

- Jugoistočna Anadolija
  - podregije; Srednji Eufrat, Tigris

## Vanjske poveznice
- Perception of Geographical Regions as Political Regions and Resulting Consequences  Arhivirana inačica izvorne stranice od 4. ožujka 2016. (Wayback Machine) (tur.)